# قصبه تادله
قصبه تادله (به فرانسوی: Kasba Tadla) یک منطقهٔ مسکونی در مراکش است که در Béni-Mellal Province واقع شده‌است.
 قصبه تادله  ۴۰٬۸۹۸ نفر جمعیت دارد.